# Beatrice Cenci
 For alternative betydninger, se Beatrice Cenci (flertydig). (Se også artikler, som begynder med Beatrice Cenci)
Beatrice Cenci (født 6. februar 1577, død 11. september 1599) var en italiensk adelskvinde, der var datter af Ersilia Santa Croce og Francesco Cenci. Familien boede i Rom i palazzo Cenci, bygget over ruinerne af et befæstet palads fra middelalderen, i udkanten af Roms jødiske ghetto.

## Baggrund
Faderen Francesco Cenci havde ry for at have mishandlet sin første kone og sine sønner. Han sultede sine tjenere, indtil pavehoffet beordrede ham til at give dem ordentlig mad. Han tog elskerinder mens han var gift med sin kone nr. 2, Lucrezia Petroni, og slog hende, indtil hun udførte seksuelle handlinger mod sin vilje (hvad der fik ham dømt for "unaturlige laster"). Dertil indrømmede Cenci i tre forskellige retssager at have voldtaget smådrenge. Mens andre blev brændt levende for mindre, slap Cenci hver gang fra det med bøder og nogle få måneder i fængsel. Sønnerne Cristoforo og Rocco, der havde arvet hans temperament, blev begge dræbt i dueller. Antonina, hans ældste datter, sendte et bønskrift til paven og bad om hans tilladelse til enten at måtte gifte sig uden sin fars tilladelse, eller indtræde i et kloster for at undslippe ham. Paven gav sin tilladelse til ægteskab, og pålagde også hendes far at betale hende en enorm medgift. Cenci blev rasende. Hans bøder var efterhånden en alvorlig trussel for hans arv, og nu kom Antoninas medgift oveni. Dertil var han blevet smittet med fnat.
Cenci kunne ikke risikere, at hans yngste datter Beatrice fandt på det samme som Antonina; så han sendte Beatrice, sin yngste søn Bernardo og sin kone til familieslottet i La Petrella del Salto i Abruzzerne. Han skal have forlangt, at Beatrice og Lucrezia begge sov sammen med ham, og tvang datteren til at skrabe hans fnat af ham. Angiveligt skal Beatrice have meldt fra om sin fars opførsel til myndighederne; men ingen greb ind, og da Cenci blev klar over sin datters bøn om hjælp udefra, sendte han hende til La Petrella del Salto. Herfra skrev Beatrice i fortvivlelse til sin bror Giacomo og bad om hjælp. Også det opdagede hendes far, og piskede hende. Det skal have fået hende til at beslutte, at hun måtte få ham dræbt, hvis hun selv skulle få et tåleligt liv.

## Drabet
Beatrice involverede to af slottets tjenere i drabsplanerne. Marzio da Fioran, kaldt il Catalano, bestak hun; den anden, Olimpio Calvetti, var hun vistnok i hemmelighed kæreste med. En aften gav hun sin far vin med opiater i; da han først var faldet i søvn, slog de to tjenere hans hoved ind og smed ham ud fra altanen, for at det skulle ligne en ulykke, hvor rækværket havde givet efter. Cenci omkom, men det hele var amatørmæssigt udført. Myndighederne bemærkede, at drabsofferets seng var blodig, og Beatrice blev snart arresteret. Det samme gjaldt de andre familiemedlemmer - Giacomo, stedmoren Lucrezia og selv den 12-årige Bernardo.
Beatrice sad fængslet i Corte Savella. Fængselskomplekset – som senere blev lukket af pave Innocens 10. – strakte sig hen til Via di Monserrato, som den gang hed Via di Corte Savella. Hendes brødre sad indespærret i det frygtelige middelalderfængsel Tor di Nona, hvor også Benvenuto Cellini og Giordano Bruno har siddet.

## Henrettelserne
Marzio prøvede at flygte, men blev fanget og dræbt af en slægtning af afdøde, mens Olimpio Calvetti sad i fangenskab hos Cenci’erne. På grund af sin lave rang var han den første, der blev tortureret ihjel, selv om han aldrig indrømmede, at Beatrice var hjernen bag drabet. Da Cenci’erne alle erklærede sig uskyldige, gav pave Clemens 8. tilladelse til at torturere hele familien. Alle tilstod under tortur, hvad man ikke skal lægge for meget i. Alle fire blev dødsdømt, bortset fra Bernardo, som blev dømt til at se sine slægtninge henrettes, for derefter at vende tilbage til fængslet og få sin formue konfiskeret af pavens familie, Aldobrandini'erne. Drengen skulle så tjene som galejslave resten af sit liv; men et år senere blev han løsladt. 
Under afhøringerne fastholdt Beatrice sin uskyld. Hendes forsvar var, at hun ikke havde noget motiv for at dræbe sin far. Først senere dukkede spørgsmålet om incest op. I protokollerne fra november 1598 til august 1599 – i mere end halvtreds afhør – er der ingen antydning om incest. Der forelå mange beviser for hendes fars voldelige temperament – han havde ved en anledning angrebet hende med en pisk – men incest nævnes ikke. Så, under det sidste afhør, 19. august 1599, citerede Beatrice sin stedmor for at have ansporet hende til at dræbe sin far: "Han vil misbruge dig og frarøve dig din ære." Ordene tyder mere på voldtægt som en truende mulighed, end omtale af noget, det allerede er sket. Ti dage senere meldte en tidligere tjenestepige ved La Petrella, Calidonia Lorenzini, sig som vidne. Hun forklarede, at nogle få dage før jul 1597, da hun "lå i sengen i nattens tredje time", kom Lucrezia kom ind, efter at være sendt ud af soveværelset af sin mand. Få minutter senere "hørte jeg en stemme, der lød som Beatrices, sige 'Jeg vil ikke brændes!' Så hørte jeg ikke mere. Dagen efter spurgte jeg frøken Beatrice om, hvad der var sket...Hun fortalte mig, at hendes far var kommet hen til hendes seng, og hun havde sagt, at hun ikke ville have ham til at sove der." Som vidneforklaring er dette det nærmeste, man kom et "bevis" for incest. Anklageren stillede sig tvivlende til, at den snakkesalige Calidonia kunne have holdt tyst om sagen overfor den anden tjenestepige, Girolama, som ikke kendte til sagen. Til gengæld gav Girolama et levende billede af Cenci’ernes familieliv. Det var grevens vane, forklarede hun, at få sin hud skrabet af med en fugtig klud; ofte af Beatrice, der havde fortalt Girolama "at iblandt skrabede hun sin fars testikler; og at hun drømte at også jeg skrabede hans hud; men jeg sagde til hende: 'Det vil jeg aldrig gøre!'" Girolama forklarede også, at "hr. Francesco plejede at gå omkring i huset kun i sin skjorte og et par underbukser; og når han skulle tisse, måtte man holde potten for ham under hans skjorte, og sommetider blev Beatrice sat til at gøre det, iblandt også toiletstolen." 
En oprørt folkemængde samlede sig foran Engelsborg på dagen for henrettelserne. Hvorfor havde pavens domstol ladt Francescos forbrydelser passere, når de senere idømte hans datter dødsstraf for at prøve at beskytte sig mod hans mishandling? Det forlød, at pave Clemens var ude efter Cenci’ernes familieformue, selv om paven selv begrundede sit syn med, at han ikke kunne skabe præcedens for fadermord. Imidlertid sørgede han for at Cenci'ernes ejendele tilfaldt hans nevø Ascanio.  Stemningen blandt folk var så oprørt, at det lykkedes at få henrettelserne udsat; men paven, der frygtede for et udbrud af drab på slægtninge, opretholdt dommene. (Grevinden af Santa Croce - Beatrices mors familie - var nylig blevet myrdet af sin søn, der ville have sin arv.) 
Beatrice og hendes stedmor blev halshugget på pladsen ved Ponte Sant'Angelo, som den gang var et rettersted. Om morgenen på henrettelsesdagen blev Cenci’erne kørt ad Via di Monserrato, fulgt af medlemmer af Johannes Døberens broderskab, der bistod dømte forbrydere. Lucrezia var den første, der skulle halshugges; hun besvimede, før sværdet faldt. Beatrices tur kom bagefter; hun blev meget rost for sin værdighed og fatning på skafottet. Som mand var Giacomo idømt den værste straf; først tortureret hele vejen til retterstedet, hvor hans hoved blev knust, før hans krop blev slidt itu. I Museo Criminologico i Rom kan man stadig se det "retfærdighedens sværd" (spada di guistizia), der blev benyttet til at dræbe Lucrezia og Beatrice. 
Caravaggio skal have været vidne til henrettelserne, som menes at have inspireret ham til maleriet af Judith og Holofernes. 

## Eftermæle
Paven gik dog med til, at Beatrice blev begravet i kirken San Pietro di Montorio;  men hendes grav er forsvundet efter at nogle af Napoleons soldater brød den op i 1789 og sparkede fodbold med hendes hovedskal.  Selv er Clemens 8. begravet i kirken Santa Maria Maggiore. 
Percy Shelley lærte under sit ophold i Italien Beatrices historie at kende, og skrev et skuespil baseret på hendes liv. Hun er også beskrevet i værker af Alexandre Dumas, Nathaniel Hawthorne og Stendhal.  David Lynch viser hendes portræt i Mulholland Drive. 
I Galleria Borghese hænger hendes portræt, malet af Guido Reni omkring et år efter hendes død. På maleriet er hun klædt som en sibylle. 
400 år efter hendes død satte myndighederne en mindeplade op, hvor hun beskrives som offer for et justitsmord, sådan som folkemeningen også den gang var. 
I dag indtager hun også rollen som Roms mest kendte spøgelse, der angiveligt ses bærende sit afhuggede hoved på stedet for sin henrettelse ved Ponte Sant'Angelo. 
En gren af familien Cenci eksisterer stadig – Cenci Bolognetti. 